# Icy (bài hát của Itzy)
"ICY" là một bài hát của nhóm nhạc nữ Hàn Quốc ITZY trong EP IT'z ICY của nhóm. "ICY" được phát hành bởi JYP Entertainment với tư cách là bài hát chủ đề.

## Sáng tác
"ICY" được viết bởi J. Y. Park (The Asiansoul) và Penomeco. Phần tiền điệp khúc chứa một số lời như "Icy but I'm on fire (Tôi lạnh lẽo như băng nhưng cũng nóng bỏng như lửa)" hay "Look at me, I'm not a liar (Nhìn cho kĩ, tôi không phải là kẻ ba hoa)" có vai trò dẫn dắt đến phần điệp khúc bùng nổ của bài hát. Điểm nhấn của bài hát là "다들 blah blah, 계속 blah blah (Đám người luyên thuyên, cứ tiếp tục blah blah)" hay "They keep talkin', I keep walkin' (Nói cho nhiều vào, tôi vẫn bước tiếp)". Theo Tamar Herman ở Billboard, "đây cũng có thể làm bài hát đại diện cho nhóm".

## Nhận xét
ICY có mặt trong danh sách những bài hát hay nhất năm 2019 của Pop Crush cùng lời nhận xét: "Đây là một bài hát gây nghiện, hài hòa cùng với những giọng ca mạnh một cách hoàn hảo, tạo nên một bản nhạc dance sôi động tiếp thêm động lực cho người nghe cảm thấy tự tin và tin vào bản thân mình hơn".

## Video âm nhạc
Video âm nhạc được đăng tải trên YouTube vào 0 giờ ngày 28 tháng 7 (theo giờ địa phương, tức 20 giờ ngày 27 tháng 7 theo giờ Việt Nam). "ICY" nằm ở vị trí thứ 7 trong bảng xếp hạng "Video Âm nhạc YouTube Thịnh Hành Nhất Hàn Quốc 2019", một bài hát khác của nhóm cùng lọt vào bảng xếp hạng là "DALLA DALLA" ở vị trí thứ 2. Tháng 10 năm 2019, video âm nhạc đã đạt hơn 100 triệu lượt xem. Ở thời điểm hiện tại, video âm nhạc "ICY" đã đạt hơn 110 triệu lượt xem.
Xem video âm nhạc "ICY"

## Bảng xếp hạng
"ICY" nằm ở vị trí thứ 11 trong "Bảng Xếp Hạng Nhạc Số Gaon" (Gaon Digital Chart) khi mới phát hành, tuần thứ 2 leo lên thứ hạng cao nhất là 10 và trở thành bài hát thứ 2 lọt vào top 10 của nhóm cùng với "DALLA DALLA". "ICY" cũng nằm ở vị trí thứ 2 trong "Bảng Xếp Hạng Tải Nhạc Gaon" (Gaon Download Chart) khi mới phát hành và đạt được vị trí cao nhất là 1 và 7 trong bảng xếp hạng "K-pop Hot 100" của Billboard và bảng xếp hạng "Billboard".
| Bảng xếp hạng (2019)              | Vị trí cao nhất |
| --------------------------------- | --------------- |
| Nhật Bản (Japan Hot 100)          | 34              |
| Singapore (RIAS)                  | 11              |
| Hàn Quốc (Gaon)                   | 10              |
| Hàn Quốc (K-pop Hot 100)          | 1               |
| Hoa Kỳ (World Digital Song Sales) | 7               |

## Giải thưởng

### Giải thưởng và đề cử
| Năm  | Giải thưởng                       | Hạng mục                  | Kết quả      | Tham khảo |
| ---- | --------------------------------- | ------------------------- | ------------ | --------- |
| 2020 | Gaon Chart Music Awards lần thứ 9 | Bài hát của năm - Tháng 7 | Chưa công bố |           |

### Chương trình âm nhạc
| Chương trình                 | Ngày                | Tham khảo |
| ---------------------------- | ------------------- | --------- |
| Show Champion (MBC Music)    | 7 tháng 8 năm 2019  | [ 1 ]     |
| Show Champion (MBC Music)    | 14 tháng 8 năm 2019 | [ 2 ]     |
| Show Champion (MBC Music)    | 21 tháng 8 năm 2019 | [ 3 ]     |
| M Countdown (Mnet)           | 8 tháng 8 năm 2019  | [ 4 ]     |
| M Countdown (Mnet)           | 22 tháng 8 năm 2019 | [ 5 ]     |
| Show! Music Core (MBC Music) | 10 tháng 8 năm 2019 | [ 6 ]     |
| Show! Music Core (MBC Music) | 17 tháng 8 năm 2019 | [ 7 ]     |
| Show! Music Core (MBC Music) | 24 tháng 8 năm 2019 | [ 8 ]     |
| Inkigayo (SBS)               | August 11, 2019     | [ 9 ]     |
| Inkigayo (SBS)               | 25 tháng 8 năm 2019 | [ 10 ]    |
| Music Bank (KBS)             | 16 tháng 8 năm 2019 | [ 11 ]    |
| Music Bank (KBS)             | 23 tháng 8 năm 2019 | [ 12 ]    |

## Lịch sử phát hành
| Quốc gia và vùng lãnh thổ | Ngày                | Định dạng        | Hãng đĩa          | Tham khảo |
| ------------------------- | ------------------- | ---------------- | ----------------- | --------- |
| Nhiều                     | 29 tháng 7 năm 2019 | Tải nhạc, stream | JYP Entertainment | [ 13 ]    |